# Catagramma peristera
Catagramma peristera är en fjärilsart som beskrevs av William Chapman Hewitson 1864. Catagramma peristera ingår i släktet Catagramma och familjen praktfjärilar. Inga underarter finns listade i Catalogue of Life.